# Lanzelet

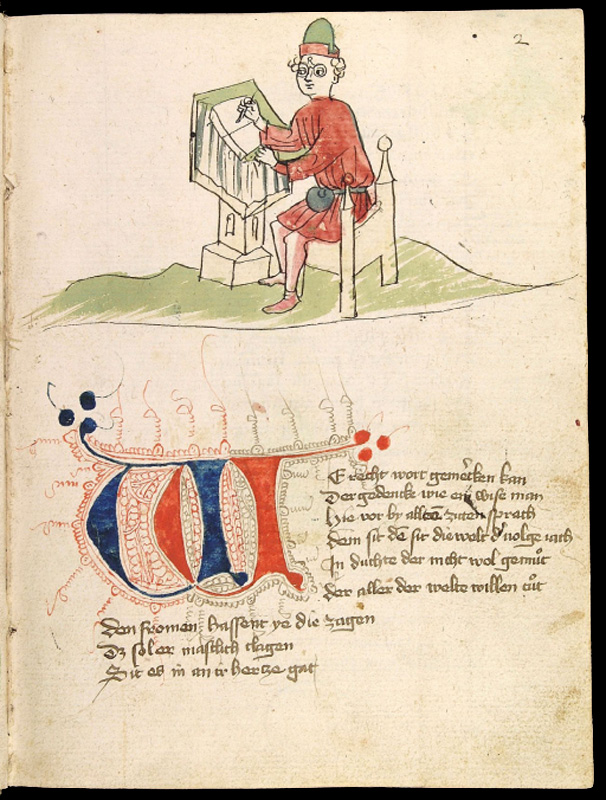
A primeira página de Lanzelet no Manuscrito de Heidelberg

Lanzelet é um romance medieval escrito por Ulrich von Zatzikhoven em 1194. É a primeira obra a introduzir Lancelote na literatura alemã, e contêm a primeira narrativa da infância do herói em qualquer idioma. O poema consiste em cerca de 9400 linhas em alto-alemão médio. Dois manuscritos completos sobreviveram, além de fragmentos de outros três.
Ulrich é identificado como um clérigo suíço em um documento de 1214, embora não se saiba mais nada sobre. Ele alega que traduziu Lanzelet do idioma welschez (a designação do francês para alto-alemão médio, mas no caso provavelmente era a designação em anglo-normando) de um livro trazido para a Alemanha por Hugo de Moreville, um cruzado. O poema retrata a infância do herói, incluindo a morte de seu pai Pant (Benoic) e sua educação pela Dama do Lago, sendo parecido com a narrativa em prosa de Chrétien de Troyes, Lancelote, o Cavaleiro da Carreta, mas apresenta elementos independentes em relação a este. A mais notável dessas mudanças é a inexistência da relação entre a esposa de Artur, Genebra, com Lancelote; quando Ginover (Genebra) é sequestrada pelo Rei Valerin, não é Lancelote que a resgata, pois ele encontra um novo amor com uma jovem princesa chamada Iblis. Foi sugerido que Lancelote, que é primeiramente mencionado por Chrétien de Troyes em Érec et Énide, era originalmente o herói de uma história que não continha tal triângulo amoroso, compartilhando tal característica com a versão de Ulrich. Se isso é verdade, então o elemento adúltero na história foi introduzido por Chrétien em O Cavaleiro da Carreta.
Embora Lanzelet nunca tenha recebido tanta atenção quando comparado com outros romances, como Hartmann von Aue de Godofredo de Estrasburgo, não foi ignorado por outros autores alemães. Heinrich von dem Türlin se inspirou em Lanzelet para compor seu romance sobre o Santo Graal, Diu Crône, e por Rudolf von Ems em dois de seus trabalhos, Romance de Alexandre e Willehalm.